# Hermonassa cyanerythra
Hermonassa cyanerythra là một loài bướm đêm trong họ Noctuidae.